# Rodolfo Nogueira (paleoartista)
Rodolfo Nogueira (Uberaba, 1986) é um paleoartista brasileiro. Graduou-se em Desenho Industrial na Unesp e começou a trabalhar com paleoarte (reconstrução artística de animais extintos) a partir de 1998, utilizando técnicas de ilustração variadas, como grafite, guache, giz, óleo e cores digitais.
Em 2017, Nogueira foi o responsável pelas ilustrações do livro O Brasil dos Dinossauros, do paleontólogo Luiz Eduardo Anelli, publicado pela editora Marte Cultura e Educação. A obra, de 132 páginas e tamanho grande (51 cm x 24,5 cm), apresenta uma pesquisa detalhada sobre a vida e o cotidiano dos dinossauros já encontrados no território brasileiro. O foco das ilustrações, que ocupam a maior parte do livro, é retratar não apenas os dinossauros como também seu ambiente.
Nogueira já recebeu prêmios como o 6º Concurso de Ilustraciones Científicas de Dinosaurios, em Burgos (2012), o 7° CIID 2011 e o Paleoart International Contest (IPIC 2011). Pelo livro O Brasil dos Dinossauros, Nogueira ganhou em 2018 o Prêmio Jabuti na categoria "Infantil e Juvenil", além de também ter sido indicado na categoria "Ilustração".